# Тиндхёльмур
Тиндхёльмур или Тинхольм (фар. Tindhólmur) — один из островов Фарерского архипелага.
Название острова происходит от слов «tindur» (с фар. — «пик, вершина») и «hólmur» (с фар. — «островок»).
Постоянное население отсутствует, но владелец острова иногда посещает свой летний дом, расположенный в северной части острова.
Остров является последним известным местом обитания на Фарерских островах орлана-белохвоста.
Вид на остров Тиндхёльмур и соседние скалы изображён на 200-кроновой банкноте Фарерских островов.